# SN 2007hm
SN 2007hm – supernowa typu II odkryta 31 sierpnia 2007 roku w galaktyce A205755-0723. W momencie odkrycia miała maksymalną jasność 18,30m.